# Ещорил Оупън
Ещорил Оупън (на английски: Estoril Open) е професионален турнир по тенис за мъже от ATP Tour 250, който се провежда в Ещорил, Португалия, играе се на открити клей кортове.

## История
Ещорил Оупън е създаден през 2015 г., за да замени историческото Открито първенство на Португалия, което е отменено поради липса на спонсорство. Турнирът е създаден от бившия холандски тенисист Бено ван Вегел и португалския футболен агент Жорже Мендес.
Turniryt e известен и като Милениум Ещорил Оупън за целите на спонсорството. Той е част от сериите ATP 250, играе се на клей, провежда на Португалската Ривиера в спортния комплекс на Clube de Ténis do Estoril в Кашкайш.

## Финали
| Година | Шампион                                       | Финалист                                      | Резултат                                      |
| ------ | --------------------------------------------- | --------------------------------------------- | --------------------------------------------- |
| 2025   | Алекс Микелсен                                | Андреа Пелегрино                              | 6 – 4, 6 – 4                                  |
| 2024   | Хуберт Хуркач                                 | Педро Мартинес                                | 6 – 3, 6 – 4                                  |
| 2023   | Каспер Рууд                                   | Миомир Кецманович                             | 6 – 2, 7 – 6(7–3)                             |
| 2022   | Себастиан Баес                                | Френсис Тиафо                                 | 6 – 3, 6 – 2                                  |
| 2021   | Алберт Рамос Виньолас                         | Камерън Нори                                  | 4 – 6, 6 – 3, 7 – 6(7–3)                      |
| 2020   | Турнирът на се провежда (пандемията КОВИД-19) | Турнирът на се провежда (пандемията КОВИД-19) | Турнирът на се провежда (пандемията КОВИД-19) |
| 2019   | Стефанос Циципас                              | Пабло Куевас                                  | 6 – 3, 7 – 6(7–4)                             |
| 2018   | Жоао Соуса                                    | Френсис Тиафо                                 | 6 – 4, 6 – 4                                  |
| 2017   | Пабло Каренио Буста                           | Жил Мюлер                                     | 6 – 2, 7 – 6(7–5)                             |
| 2016   | Николас Алмагро                               | Пабло Каренио Буста                           | 6 – 7(6–8), 7 – 6(7–5), 6 – 3                 |
| 2015   | Ришар Гаске                                   | Ник Кириос                                    | 6 – 3, 6 – 2                                  |